# Krušina (Jičínská pahorkatina)
Krušina (377 m n. m.) je vrch v okrese Jičín Královéhradeckého kraje, ležící asi 0,5 km východně od obce Lukavec u Hořic, na příslušném katastrálním území a taktéž na území Dobeš. Je to nejvyšší vrchol Miletínského úvalu.

## Geomorfologické zařazení
Vrch náleží do celku Jičínská pahorkatina, podcelku Bělohradská pahorkatina, okrsku Miletínský úval a podokrsku Červenotřemošenská pahorkatina.

## Přístup
Automobilem se dá dopravit nejblíže do Lukavce u Hořic. Pro pěší přístup lze využít cestu ze severu Lukavce přímo přes vrchol do Dachov. Východně od vrchu, skrz Červenou Třemešnou, vede červená  turistická trasa.